# Gabriel-Claude Gaudin
Pour les articles homonymes, voir Gaudin.
Gabriel-Claude Gaudin  (né le 23 juin 1858 à Paris et mort le 21 novembre 1921 au château de Halloy à La Haie-Fouassière) est un homme politique français.

## Biographie
Fils du député Émile-François Gaudin et petit-fils de Claude Alphonse Delangle, Gabriel-Claude Gaudin, propriétaire du château du Hallay à La Haie-Fouassière, est porté sur la liste conservatrice de la Loire-Inférieure au scrutin du 4 octobre 1885, et élu député de ce département, le 6e sur 9, par 70,343 voix (121,474 votants, 165,624 inscrits). Il prend place à droite, est un des secrétaires d'âge à l'ouverture de la session, vote en toutes circonstances avec la minorité monarchiste, sans prendre jamais la parole, et se prononce dans la dernière session : contre le rétablissement du scrutin d'arrondissement (11 février 1889), pour l'ajournement indéfini de la révision de la Constitution, contre les poursuites contre trois députés membres de la Ligue des patriotes, contre le projet de loi Lisbonne restrictif de la liberté de la presse, contre les poursuites contre le général Boulanger.
En janvier 1899, il adhère à la Ligue de la patrie française.
Il épouse Madeleine Dumat, fille d'un notaire.